# Uemura Masakatsu
Uemura Masakatsu est un nom japonais traditionnel ; le nom de famille (ou le nom d'école), Uemura, précède donc le prénom (ou le nom d'artiste).
Uemura Masakatsu (植村 正勝, 1535-1592) est un samouraï de l'époque Sengoku, un des trois magistrats (san bugyo) pour le clan Tokugawa. Masakatsu est au service de Tokugawa Ieyasu dès son jeune âge bien qu'il se range du côté d'un groupe rebelle monto[Quoi ?] dans la province de Mikawa en 1565. Vers l'époque de la campagne d'Odawara de 1590, Masakatsu aurait commencé à déclarer ouvertement son aversion envers Toyotomi Hideyoshi, ce qui a pour conséquence la confiscation de ses terres. Au cours de l'année 1599, Iemasa, le fils de Masakatsu, restaure dans une certaine mesure la réputation de son père quand il devient un page de Tokugawa Hidetada. Sept ans plus tard, Iemasa est nommé commandant des ashigaru.
Masakatsu est un cousin de la famille Uemura qui dirige le domaine de Takatori.

## Source de la traduction
- (en) Cet article est partiellement ou en totalité issu de l’article de Wikipédia en anglais intitulé « Uemura Masakatsu » (voir la liste des auteurs).